# Squadra ghanese di Coppa Davis
La squadra ghanese di Coppa Davis rappresenta il Ghana nella Coppa Davis, ed è posta sotto l'egida della Ghana Tennis Association.
La squadra ha esordito nel 1988 e ad oggi il suo miglior risultato è il raggiungimento del Gruppo I della zona Euro-Africana.

## Organico 2011
Aggiornato al match delle fasi zonali contro il Benin del 9 luglio 2011. Fra parentesi il ranking del giocatore nel momento della disputa degli incontri.
- Emmanuel Mensah (ATP #)
- Raymond Hayford (ATP #)
- Robert Mensah Kpodo (ATP #)
- Japheth Anwasiba Bagerbaseh (ATP #)